# Instrucciones de Palamós
Instrucciones de Palamós es la denominación historiográfica de las instrucciones dadas en una carta de Carlos I a su hijo el príncipe Felipe (futuro Felipe II, que por entonces tenía 16 años), escrita por el propio rey en Palamós (puerto en la costa catalana) en vísperas de su embarque hacia Génova, partida exigida por la cuarta guerra que le enfrentaba contra Francisco I de Francia.
Las "instrucciones" son dos documentos diferentes: una primera "carta e instrucción que os envío de la manera que así en el gobierno de vuestra persona como en el de los negocios en general os habéis de guiar y gobernar", fechada el 4 de mayo de 1543; y una segunda "secreta que será para vos solo, y así la tendréis secreta y debajo de vuestra llave sin que vuestra mujer ni otra persona la vea", fechada el 6 de mayo de 1543, que es en donde Carlos entra a describir detalladamente los vicios y virtudes, amistades y enemistades, de cada alto personaje de la corte, y en qué medida debería Felipe servirse de cada uno.
Culminación de la cuidada educación de Felipe II, se han considerado como unas muestra excepcional del género didáctico renacentista denominado speculum principis ("espejo de príncipes o "instrucción de príncipes"), que disponía de notables precedentes muy cercanos en el tiempo a su redacción (Enchiridion militiis Christiani -Erasmo de Rotterdam, 1501; traducción española, Alcalá de Henares, 1526-, Institutio Principis Christiani -dedicado por Erasmo al propio Carlos, 1516-, Il cortegiano -Baldassare Castiglione, Venecia 1528; traducción española, 1534-, Il principe -Nicolás Maquiavelo, 1532; incluido en el Index librorum prohibitorum en 1559, no se publicaron traducciones al español hasta el siglo XIX-,Relox de príncipes -Antonio de Guevara, Valladolid, 1539-). Muchos años más tarde, ya anciano el rey Felipe II. El preceptor del futuro Felipe III (su segundo hijo varón -su primogénito, el príncipe Carlos, murió joven y no destacó por su disposición a los estudios, aunque recibió educación universitaria en Alcalá-) encargó a Juan de Mariana la redacción del tratado De rege et regis institutione (Toledo, 1599). La minuciosidad en leer y responder a toda clase de documentos llegó a granjearle a Felipe II la fama de ser lento hasta "los negocios más menudos", que "llegó incluso hasta la literatura de educación de príncipes, como es el caso del Tratado practicable de la enseñanza de un buen Príncipe que don Francisco de Gurrea y Aragón compuso para el futuro Felipe IV." Otra de las obras compuestas para el cuarto de los Felipes tenía el título de El Príncipe Instruido, redactado por un anónimo aragonés.

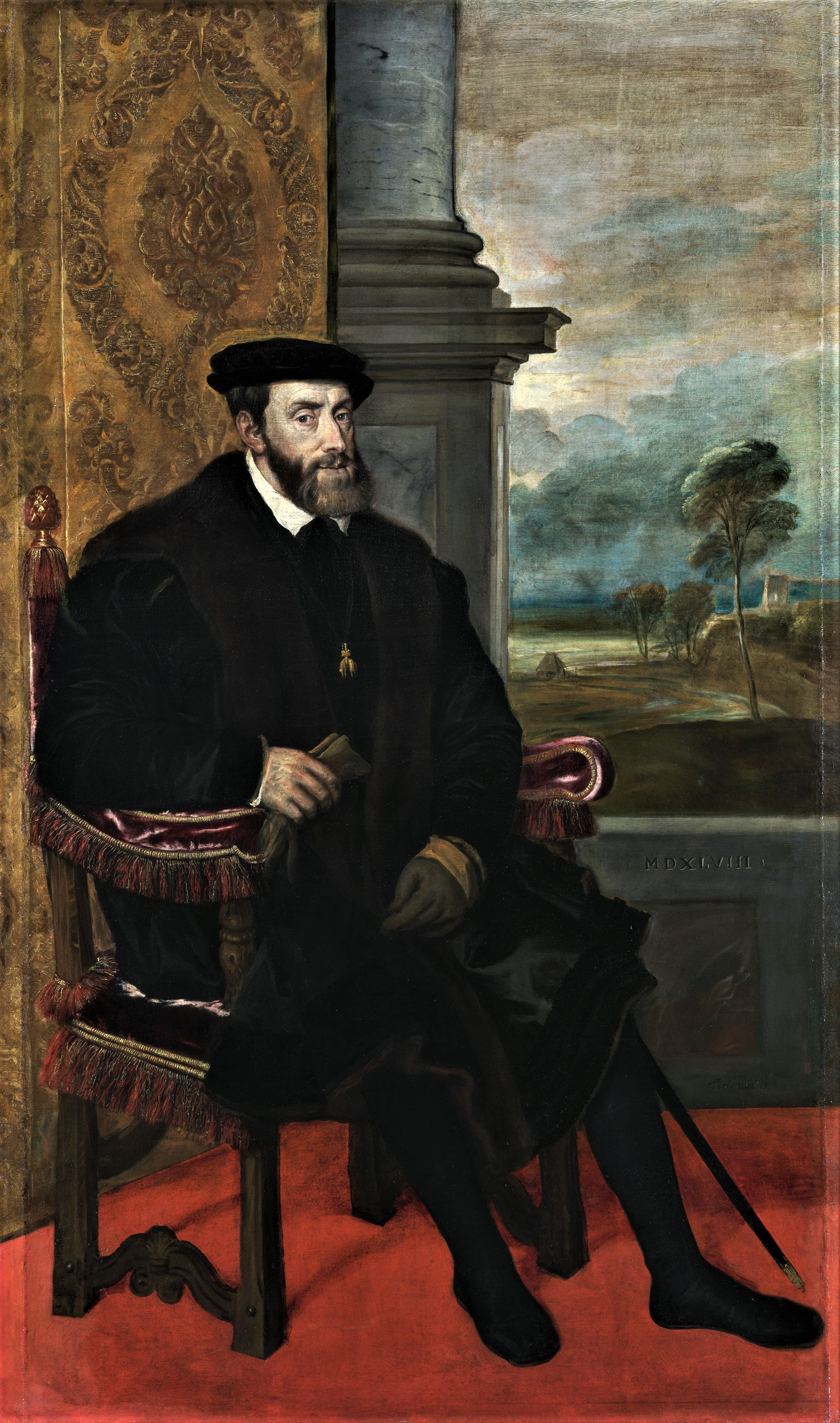
Retrato de Carlos V sentado, por Tiziano (1548).
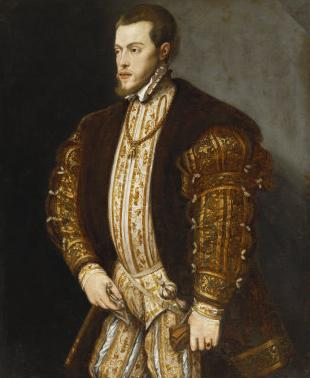
Retrato de Felipe II, por Tiziano (1549).

Carlos I elaboró estas "Instrucciones" con el objeto de dirigir las acciones tanto personales como políticas del príncipe al que deja el gobierno de los reinos hispánicos. De modo genérico, le encarece mantenerse fiel a la Iglesia católica. En particular, le advierte tener en cuenta las particularidades de cada uno de los territorios e instituciones que debe gobernar; y saber valerse, pero sin confiar del todo en ninguno, de los consejeros que explícitamente le recomienda ("tratad los negocios con muchos y no os atéis ni obliguéis a uno solo"). De entre todos ellos destaca a tres "cabezas del bando" o "parcialidades": Juan Pardo de Tavera (cardenal y arzobispo de Toledo), Fernando de Valdés (Inquisidor General y presidente del Consejo de Castilla) y Francisco de los Cobos (secretario); mientras que al duque de Alba (Fernando Álvarez de Toledo y Pimentel), al que considera "el mejor que ahora tenemos en estos Reinos", pone como contrapeso de todos ellos ("creo no fuera de bando sino del que le conviniera"). También cita a Juan de Zúñiga (ayo y preceptor del príncipe), a los dos Granvela (Nicolás Perrenot de Granvela, el padre, y Antonio Perrenot de Granvela, el hijo), a García Fernández Manrique (conde de Osorno, presidente del Consejo de Órdenes), a Juan Martínez Silíceo (obispo de Cartagena, capellán mayor y confesor del príncipe) y a García de Loaysa y Mendoza (cardenal y arzobispo de Sevilla).

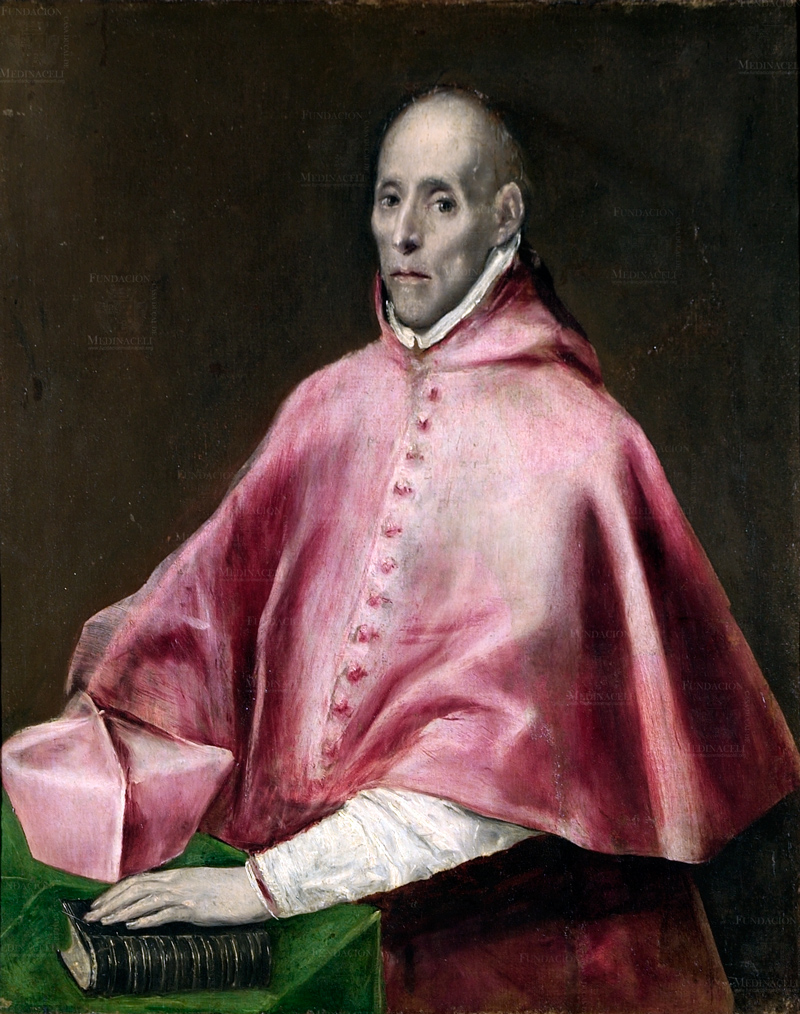
El cardenal Tavera, por El Greco.
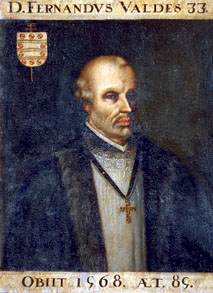
El inquisidor Valdés.
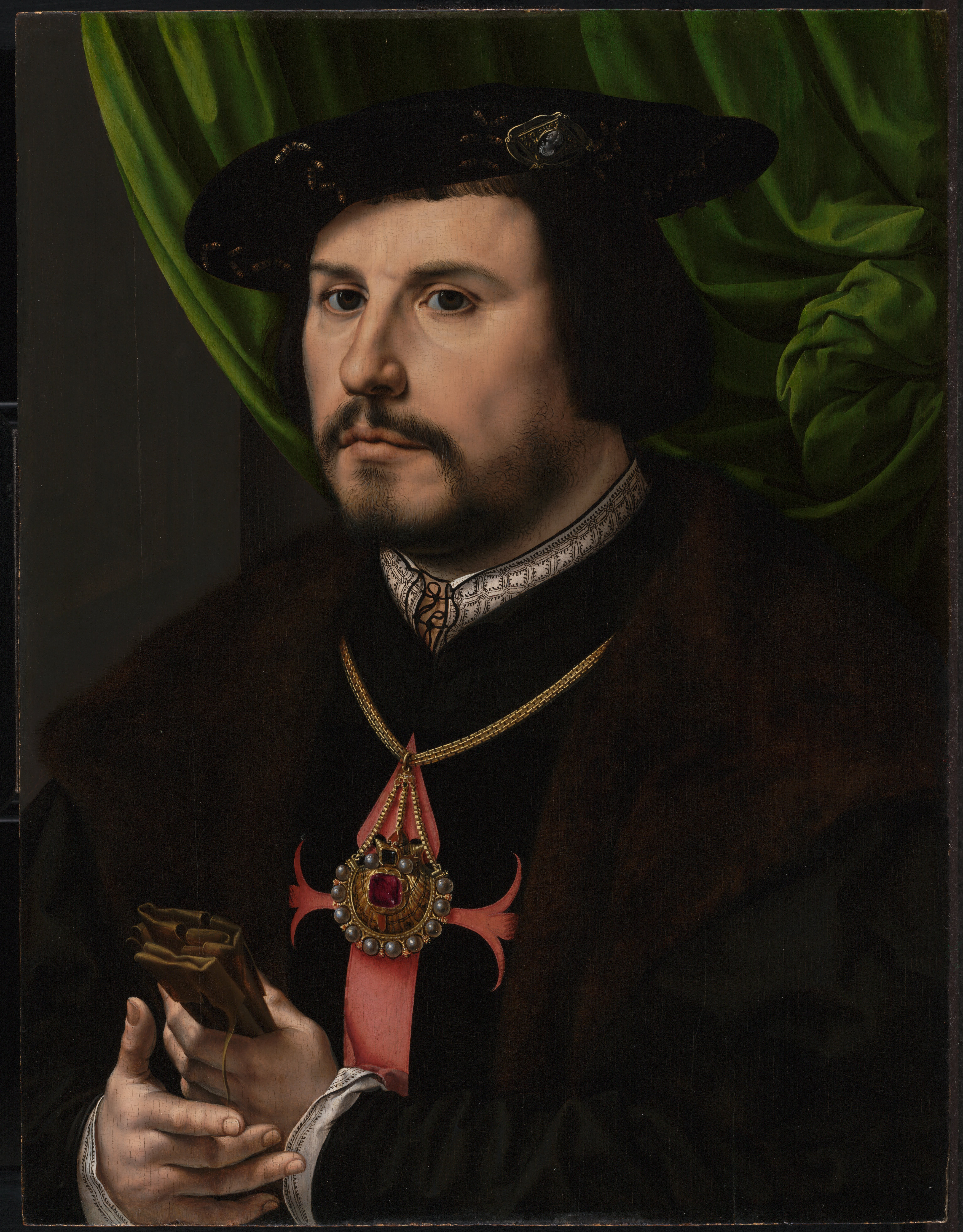
El secretario De los Cobos, por Gossaert.
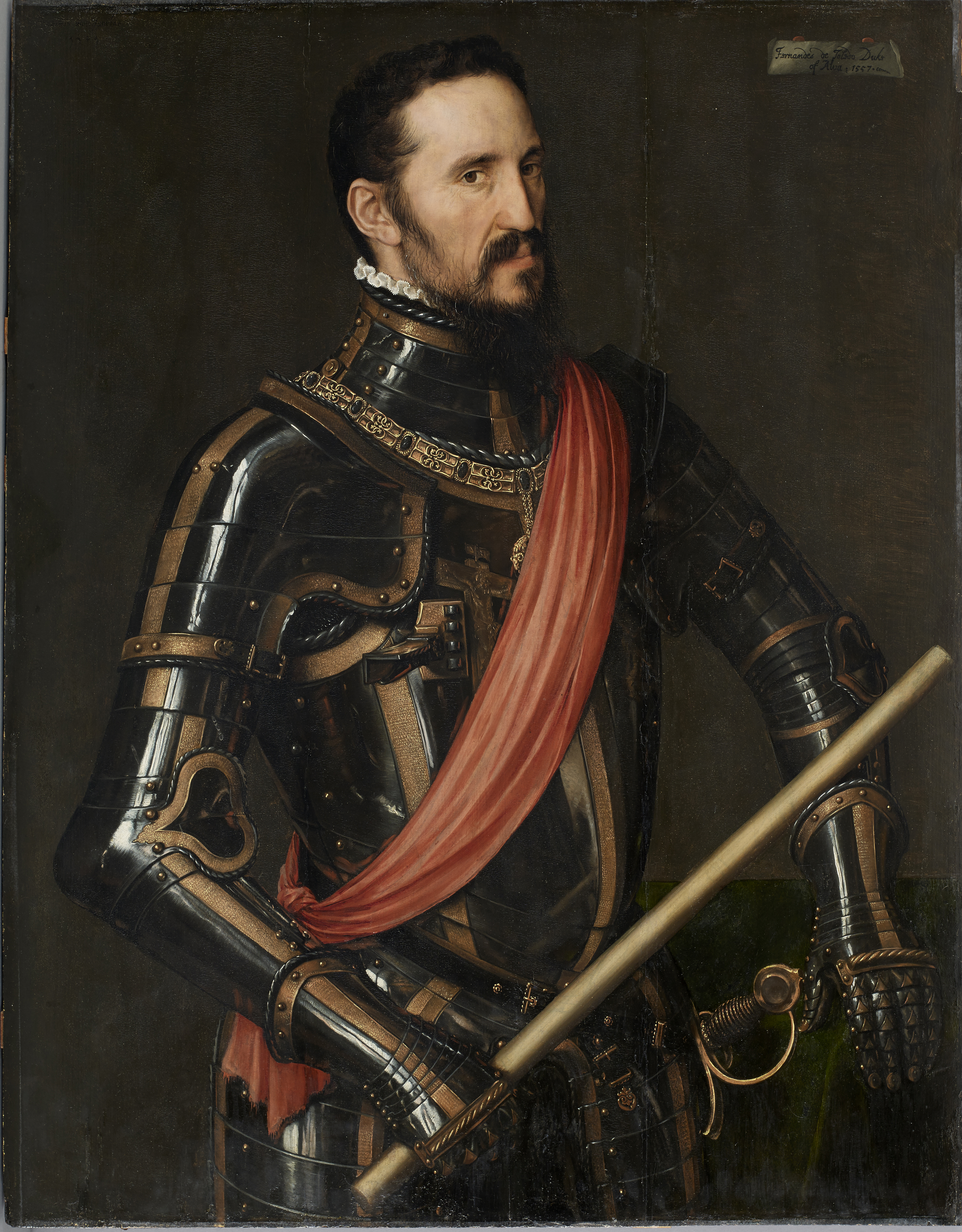
El duque de Alba, por Antonio Moro.

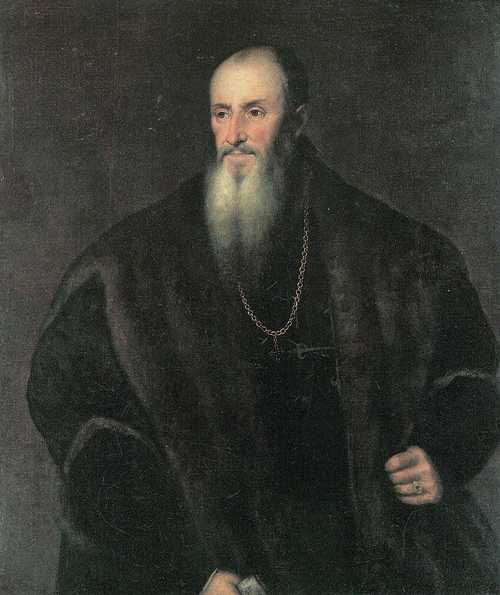
Granvela padre, por Tiziano.
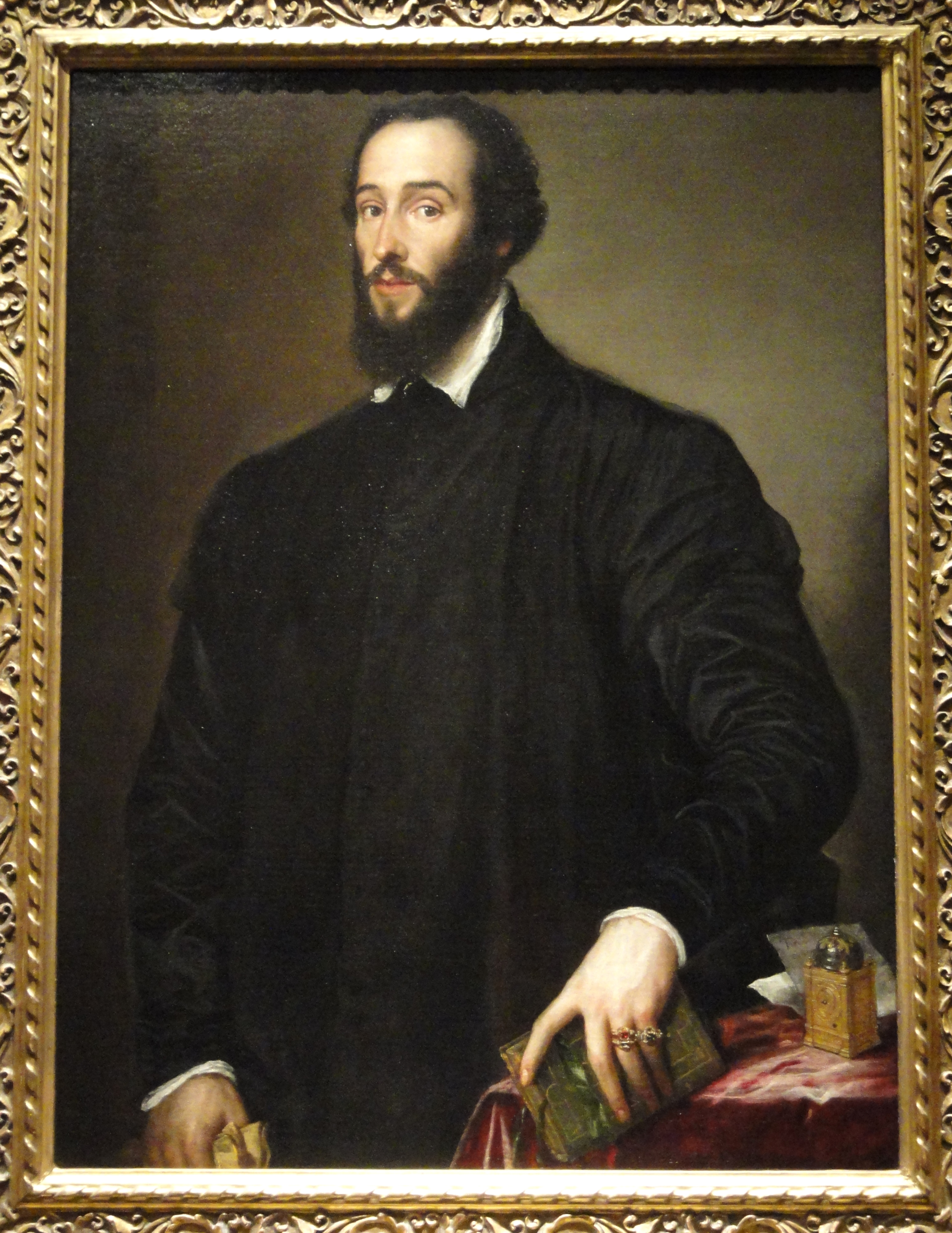
Granvela hijo, por Tiziano.
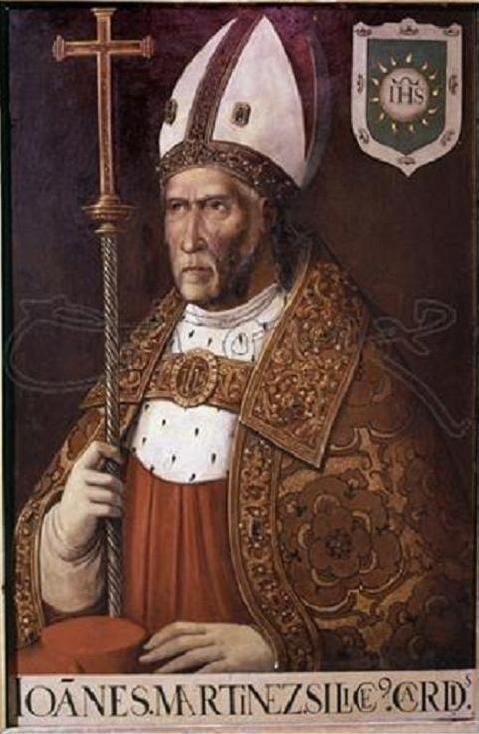
El cardenal Silíceo, por Francisco de Comontes.
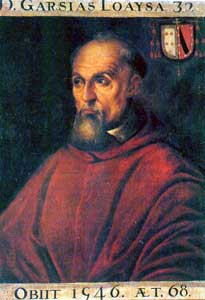
El cardenal Loaysa.

## Primera instrucción
La primera "carta e instrucción" tiene entre sus principales contenidos éstos:

Hijo, pues ya mi partida de estos reinos se va allegando, y cada día veo cuán forzosa es, y que sólo este remedio tengo para probar qué tal le podré dar en los cargos que Dios me ha dado, y para que, pues tanto contra mi voluntad y forzosamente he empeñado y empobrecido hacienda que os tengo de dejar, que por mi culpa y por dejar de hacer lo que debía y podía, no os dejase menos herencia que de mis padres heredé, he determinado de ejecutarla, como en Madrid os lo dije y a los de mi Consejo, y de dejaros, como es razón, durante mi ausencia en mi lugar, para que gobernéis estos Reinos. ...
Para este efecto,  ante todas cosas, habéis menester determinaros en dos cosas; la una y principal: tener siempre a Dios delante de vuestros ojos, y ofrecedle todos los trabajos y cuidados que habéis de pasar, y sacrificarás estar muy pronto a ellos; y lo otro, creed y ser sujeto a todo buen consejo. Con estas dos proposiciones supliréis la falta de vuestra poca edad y experiencia, y la tendréis tal con el tiempo, que de aquí a poco seréis bastante y capaz para gobernarlos bien y cuerdamente.
...
Nunca permitáis que herejías entren en vuestros Reinos. Favoreced la santa Inquisición y tened cuidado de mandar a los oficiales de ella que usen bien y rectamente de sus oficios y administren buena justicia. Y, en fin, por cosa del mundo no hagáis cosa, ni por cosa que os pueda acontecer, que sea en su ofensa.
Hijo, habéis de ser muy justiciero y mandad, siempre a todos los oficiales de ella que la hagan recta y que no se muevan ni por afición ni por pasión, ni sean corruptibles por dádivas ni por ninguna otra cosa, ni permitáis que en ninguna manera del mundo ellos tomen nada, y al que otra cosa hiciere mandarás castigar. ... Y si sentís algún enojo o afición en vos, nunca con ese mandéis ejecutar justicia, principalmente que fuese criminal. ... mezclad estas dos virtudes [justicia y misericordia], de suerte que la una no borre la otra, pues de cualquiera de ellas de que se usase demasiadamente, sería hacerla vicio y no virtud.
Habéis de ser, hijo, en todo muy templado y moderado. Guardaos de ser furioso, y con la furia nunca ejecutéis nada. Sé afable y humilde. Guardaos de seguir consejos de mozos ni de creer los malos de los viejos. Apartad de vos todo género de gente de este arte y lisonjeros, y huid de ellos como del fuego, porque son más peligrosos y entran por muchas maneras. Y por eso habéis de ser muy cauto en conocerlos, pronto y diligente en apartarlos de vos. Habéis de serviros de buenos allegados y favorecerlos para que cada uno conozca que queréis a los buenos y aborrecéis los malos.
...
Al Consejo Real encargaréis conforme a lo que en ellas está contenido, que administren buena justicia y miren mucho por todo lo que tocare a la buena gobernación del Reino, y que las leyes y ordenanzas hechas sean muy bien guardadas y cumplidas, y que no innoven, ni permitáis ser innovado las que a mi partida mandé hacer para evitar los entredichos y cesaciones, sin grande y urgente causa, y excusar los abusos en que en estas y semejantes cosas usan por parte de la Sede Apostólica; todavía teniéndole siempre todo el respeto y acatamiento que, sin permitir los dichos abusos ni contradecir a las leyes del Reino, conviene y es justo que se le tenga, y más en estos tiempos que tan desfavorecida está de muchos.
...
A todos ellos mandaréis guardar mucho la libertad entre todos para que sus votos sean libres, y estad sobre aviso, que los consejeros no se obliguen por amistad en otras cosas, que no conviniese, ni hacerse parciales y apasionados.
...
En lo de la Hacienda, he mandado hacer una instrucción de lo que hay y de lo que conviene gastar. Cobos la lleva. Mandaréis que no se toque en ella, y que sea observada y ejecutada. Y porque esto de la Hacienda es ahora el principal y más importante negocio que yo tengo, y de donde se puede recibir gran daño o provecho a mis negocios vos los favoreceréis y mandaréis en todas partes, donde fuere menester, que los favorezcan, y busquen y entiendan en todos los medios, por donde ella podrá ser aprovechada y mis negocios socorridos.
De lo demás que a esos Consejos y otros tribunales hay que decir, remítome a las instrucciones que os envío, porque son muy largas. Y tened especial cuidado de mandarles tomar cuenta y saber cómo lo hacen, y mandaréis siempre a las Cancillerías que administren buena y breve justicia.
Habéis de tener muy gran cuidado en mirar que se nombren muy buenos corregidores, y pues los habéis de nombrar con parecer del Cardenal, Presidente y Cobos, les encargaréis que lo tengan especial de aconsejaros bien en ello; y al Presidente y Consejo Real ordenaréis que se desvelen en tomar bien las residencias, y en este caso también tendréis gran cuidado que lo que yo digo en vuestras instrucciones sea muy bien cumplido y ejecutado.
También por ellas doy la orden que habéis de tener en el firmar, que es que las cartas y provisiones ordinarias vayan señaladas cada una del Consejo donde dependiere. No me pesará que el cardenal de Toledo estuviera presente cuando firmáredes. ... Guardaos mucho de no firmar cartas particulares en las Cancillerías, ni otros tribunales de justicia, en recomendación de las partes, porque sabed que para hacer mal muchas veces toman el ruego del Rey por mando, y para bazar bien no todos obedecen a sus mandamientos. También os guardaréis de no escribir ni encomendar de palabra a nadie cosa particular, si no queréis después pagarlo con las setenas. También guardaos mucho de no dar, ni de palabra ni por escrito, promesa de cosa de porvenir ni expectativa, pues ordinariamente no se sigue buen suceso de anticipar el tiempo en cosas semejantes.
He ordenado aquí el Consejo de Aragón, y también se os harán instrucciones sobre la gobernación de los reinos de la Corona y sobre la manera del firmar, a lo cual me remito, y usaréis conforme a lo contenido en ellas y a lo susodicho. Salvo os aviso que es necesario que en ello seáis muy sobre aviso, porque más presto podríades errar en esta gobernación que en la de Castilla, así por ser los fueros y constituciones tales, como porque sus pasiones no son menores que las de otros, y ósenlas más mostrar y tienen más disculpas, y hay menos maneras de poderlas averiguar y castigar.
A los obispos mandaréis residir en sus iglesias el más tiempo que ser pudiere, y a los que tienen cargos inexcusables, el que les está señalado por la ordenanza que de ello tengo hecho.
...
De las fronteras y cosas de guerra, habéis de mandar que se tenga gran cuidado, y vos le tendréis en que se consuman las capitanías que vacaren y se metan en las otras.
Daréis, hijo, las audiencias necesarias y seréis blando en vuestras respuestas y paciente en el oír, y también habéis de tener horas para ser entre la gente visto y platicado.
Estas cosas son, hijo, las que cuanto al gobierno de estos Reinos se me ofrece deciros, y aunque hay algunas de las que tocan al gobierno de vuestra persona, todavía faltan otras que aquí abajo diré, y que os ruego y encargo mucho que tengáis todo cuidado de ejecutarlas; porque soy cierto que si así lo hacéis, que os hallareis muy bien de ello.
La primera es que habéis ya de pensar que os hacéis hombre, y con casaros tan presto y dejaros yo en el gobierno que os dejo, anticipáis mucho el tiempo de serlo, antes que por ventura vuestra corpulencia y edad lo requieren. Plega a Dios que del entendimiento, pues Él os lo ha dado tal, os aprovechéis y ayudéis, de suerte que con él hagáis tales obras, que suplan vuestra poca edad.
Como os dije en Madrid no habéis de pensar que el estudio os hará alargar la niñez; antes os hará crecer en honra y reputación...
También, hijo, habéis de mudar de vida y la comunicación de las personas. Hasta ahora todo vuestro acompañamiento han sido niños y vuestros placeres los que entre tales se toman. De aquí adelante no habéis de allegarlos a vos, sino para mandarles en lo que han de servir. Vuestro acompañamiento principal ha de ser de hombres viejos y de otros de edad razonable, que tengan virtudes y buenas pláticas y ejemplos, y los placeres que tomaréis sean con tales y moderados, pues más os ha hecho Dios para gobernar que no para holgar.
...
... conviene mucho que os guardéis y que no os esforcéis a estos principios [la sexualidad], porque demás que eso suele ser dañoso, así para el crecer del cuerpo como para darle fuerzas, muchas veces pone tanta flaqueza que estorba a hacer hijos y quita la vida como lo hizo al príncipe don Juan, por donde vine a heredar estos Reinos.
...
Y porque sé que faltan muchas otras cosas que decir, y que es imposible acordarse de todo y que también, como se dice, hay siempre más casos que leyes, conviene que, así en los que demás y nuevamente se podrían ofrecer y en el entendimiento de estos dichos, lo echéis siempre a la mejor parte, y con vuestra virtud y buen juicio enderecéis y acrecentéis siempre todas cosas en virtud y bondad, y que no seáis negligente en las cosas que habréis de hacer; y por que aún los viejos han menester quien los despierte y acuerde muchas veces lo que conviene, y que en caso propio no hay quien no ha menester consejo, os ruego, hijo, que en todo lo susodicho y en lo demás que se podría ofrecer, tengáis a don Juan de Çúñiga por vuestro reloj y despertador, y que seáis muy pronto a oírle y también en creerle. ... En las cosas de todo género de negocios donde principalmente estuviéredes confuso e irresoluto, os podéis aconsejar de él y encargarle que lo haga con la fe y amor, que soy cierto él hará, y no os hallaréis mal de su consejo. En todas las otras cosas, doy a cada uno la su orden, y porque veis la confianza que yo hago de Cobos y la experiencia que él tiene de mis negocios, y que está más informado y tiene más plática de ellos que nadie, también en ellos y en las cosas que os pareciere tomar su información y consejo, lo toméis. También tenéis al obispo de Cartagena, que es de la virtud y buena intención que todos saben, al cual encargaréis que haga lo mismo, principalmente en las cosas que fueren de su profesión....

## Instrucción "secreta"
La segunda "carta e instrucción", tiene entre sus principales contenidos éstos:

... es necesario que os informe de lo que ya tenía pensado de hacer, lo cual dejé por no poder, de donde podría resultar harto inconveniente; y es que en este mi pasaje y viaje tengo fin, si el Rey de Francia me tiene anticipado y tomado la mano, de defenderme de él y porque no puedo mucho sostener el gasto podría ser que fueses forzado a pelear con él y aventurarlo todo, o si yo hallo que no me tiene ofendido, ofenderé por las partes de Flandes o Alemania; la cual ofensa ha de ser con presupuesto de pelear con él, si él quiere y la necesidad le fuerza a ello; y para disminuir sus fuerzas pensaba hacer entrar al duque de Alba por el Languedoc con los alemanes y españoles que hay en el Perpiñán y con la gente de grandes y prelados y ciudades, y por la mar con las galeras trabajar la Provenza, y con la gente de guerra que tengo en Italia, el Delfinado y Piamonte.
Por ahora esto no se puede hacer, así por no haber las vituallas necesarias como por falta de dineros y poco aparejo y harta flojedad que habría en sacar esta gente del Reino, y también porque hasta saber qué hará el Turco no tengo mis galeras libres. He dicho todo esto, hijo, para que si Dios fuese servido de favorecerme, en uno de estos dos casos arriba dichos, de defención y ofención y de darme victoria, sería menester proseguirla y saber usar y gozar bien de ella; lo cual no se podría hacer sin ser muy servido y socorrido de nuestros Reinos, y señoríos y vasallos. Para lo cual de la parte de allá donde me hallase haría todo lo que en mí fuese; de la de acá, por la vuestra sería menester que hiciésedes todo lo posible para hacer algún buen efecto. Y luego convendría, principalmente si la armada del Turco diese libertad a la mía, hacer esta entrada y ofención así de la parte de acá como por mar y por Italia, para lo cual no faltarían las vituallas, pues la cosecha estará hecha. La gente sería menester que fuese la que está dicha y apercibida poniendo en ejecución el llamamiento que tengo hecho.
En lo del dinero, sería menester juntar Cortes, o por otra manera que mejor pareciese, para haber lo que conviniese. Yo no quiero hablar en lo de la sisa, porque tengo jurado de nunca pedirla, bien sé que vos ni yo no tenemos otra mejor forma que esa para remedio de nuestras necesidades, o sea por este efecto o por remediarnos y sostenernos en tiempo de paz y sosiego, y fuese dándole el nombre que quisiesen. Digo esto, porque en tal caso os escribiré luego en general lo que convendrá y de mi mano una palabra, diciéndoos que entonces es el tiempo a que habéis de mostrar cuanto valéis, así por lo que debéis ayudar a vuestro padre como por lo que os conviene para sacarnos de necesidad; y sobre esto podríades poner pies en pared y hablar, así en particular como en general, a todos, amonestándoles que sirvan. Y porque no se hallará otro medio bastante que la sisa, que aunque yo no propongo ésta ni otro, que queréis que sea ésta, y que no han de contradecir nadie de los que quisieren ser tenidos por buenos vasallos y criados nuestros. Con esto por acá y con lo de las Indias, si viene, con que me socorran, porque ella y lo que los de allá harán podía ser medio con que metiésemos tan bajo nuestros enemigos, que después nos diesen lugar a rehacernos y a quitarnos de los gastos en que cada día nos ponen.
Ya se os acordará de lo que os dije de las pasiones, parcialidades y casi bandos que se hacían o están hechos entre mis criados, lo cual es mucho desasosiego para ellos y mucho deservicio nuestro; por lo cual es muy necesario, que a todos deis a entender que no queréis ni os tenéis por servido de ello y que el que usara de ellos no se lo permitieres. Y porque en público se harán mil regalos y amores y en secreto lo contrario, es menester que seáis muy sobre aviso de cómo lo hicieren. Por esta causa he nombrado al cardenal de Toledo, Presidente y Cobos para que os aconsejéis de ellos en las cosas del gobierno. Y aunque ellos son las cabezas del bando, todavía los quise juntar porque no quedásedes sólo en manos del uno de ellos, cada uno ha de trabajar de haberos en manos y de necesitaros a serviros de él.
El cardenal de Toledo entrará con humildad y santidad; honradle, creedle en cosas de virtud, que él os aconsejará bien en ellas; encargadle que os aconseje bien y sin pasión en los negocios que tratare con vos y en escoger buenas personas desapasionadas en los cargos; y en lo demás no os pongáis en sus manos solas ni ahora ni en ningún tiempo ni de ningún otro, antes tratad los negocios con muchos y no os atéis ni obliguéis a uno solo, porque aunque es más descansado no conviene, principalmente a estos vuestros principios, porque luego dirían que sois gobernado y por ventura que sería verdad, y que el a quien tal crédito cayeses en las manos se ensoberbecería y se levantaría de arte que después haría mil hierros; y en fin todos los otros quedarían quejosos.
El duque de Alba quisiera entrar con ellos, y creo no fuera de bando sino del que le conviniera. Y por ser cosa del gobierno del Reino donde no es bien que entren grandes no lo quise admitir, de que no quedó poco agraviado. Yo he conocido en él, después que le he allegado a mí, que él pretende grandes cosas y crecer todo lo que él pudiere, aunque entró santiguándose muy humilde y recogido. Mirad, hijo, qué hará cabe vos que sois más mozo. De ponerle a él ni a otros grandes muy adentro en la gobernación os habéis de guardar, porque por todas vías que él y ellos susurren os ganarán la voluntad, que después os costará caro; y aunque sea por vía de mujeres creo que no lo dejará de tentar, de lo cual os ruego guardaros mucho. En lo demás, yo le empleo en lo del Estado y de la guerra; servíos de él y honradle y favorecedle pues que es el mejor que ahora tenemos en estos Reinos.
A Cobos tengo por fiel, hasta ahora ha tenido poca pasión, ahora paréceme que no le falta, no es tan gran trabajador como solía. La edad y dolencia lo causan, bien creo que la mujer le fatiga, y es causa de meterle en la pasiones y aun no deja de darle mala fama cuanto al tomar, aunque creo que no toma él cosa de importancia, basta que unos presentes pequeños que hacen a su mujer le infame. Yo le he avisado de ello, creo se remediará. Él tiene experiencia de todos mis negocios y es muy informado de ellos, bien sé que no hallaréis persona de lo que a ellos toca os podáis mejor servir que de él, y creo que él lo hará bien y linpiamente. ...  Bien creo que trabajará de granjearos, como todos lo harán, y como ha sido amigo de mujeres, si viese voluntad en vos de andar con ellas, por ventura antes ayudaría que estorbaría, guardaos de ello pues no os conviene. ... Para lo de la Hacienda es gran oficial, y si algunos parece que él es que la disipa y pierde, no es suya la culpa ni aun mía, como tengo dicho, mas es la causa los negocios, cuando ellos lo permitiesen, creo que tan buen reformador sería como otro cualquier. La contaduría no la tiene sino durante mi ausencia, ya que volví se la podía quitar, mas no le quise hacer este desfavor; si me muriese bien haréis de confirmársela y serviros de él. En esto de la Hacienda no conviene que sea solo, como lo tengo dicho, y por eso me parece que no podríades darla a otro ni a quien más os conviniese que a don Juan Çúñiga, y si yo hubiese de proveer la otra contaduría se la daría luego, aunque el Duque de Alba y otros la pidan, que quedarían bien agraviados, mas no conviene que la tengan, y creo que de los dos se hará una buena mezcla, y así por tener mas disculpas con otros, me parece que cuando quisiéredes, lugar es que nombréis por vuestro contador a don Juan, para que después pueda con más razón quedar en el oficio. Y si entre ambos, o cualquiera de ellos, os lo pidiesen para sus hijos, no lo debéis de hacer, porque son mozos y en tales oficios conviene que lo sean personas que por sus personas y por sus suficiencias los puedan servir. Y así debéis de tener el mismo respeto en la provisión de todos los oficios y cargos que habréis de proveer, porque os va mucho que sean las personas cuales conviene, y siendo tales os será en gran descanso. Este casamiento que Cobos ha hecho en Aragón de su hijo, y dejar yo al Virrey que queda, que es la parte de su nuera, por no tener otro natural mejor que él, y que en verdad es el menos malo para ello, dará mucho que hablar en la gente; y como el consejo de Aragón nunca es tan perfecto que no haya harto que corregir en él, creo que habrá hartas quejas aunque también creo que por eso no dejarán de hacer lo que deben. Y como también se dice que el vicecanciller depende de él y que con su flojedad no hace sino lo que él quiere, todo esto se añadirá a ello. Cierto yo quisiera que el vicecanciller quedara en su casa por su dolencia, pereza y flojedad; temo que no lo podré acabar con él; por eso trajo de poner, por regente que es un buen hombre, diligente y buen juez, y mandándole que él haga su oficio limpiamente sin pasión ni respeto ninguno y que os avise de las cosas necesarias, estoy cierto que lo hará bien; y así será bien que le favorezcáis y le deis todo calor y hagáis tanto caso de él como si el fuese vicecanciller.
En lo que a don Juan habrá poco que decir, porque le conocéis. ... En don Juan hay dos cosas a mi parecer: la una que es algo apasionado, y con Cobos principalmente, y aun con el duque de Alba, tiene mucho de la parte del Cardenal de Toledo, y el Conde de Osorno es mucho su amigo. Pienso que la pasión la tiene principalmente de no haber habido tantas mercedes como él quisiera y parecer que Cobos no le ha ayudado y se las ha acortado y ver las que he hecho a Cobos; y sobre esto, con pesar las desigualdades de linajes y medir el tiempo de los servicios. Y esto es la una cosa que tiene, que es un poco de codicia.
Al obispo de Cartagena todos lo conocemos por muy buen hombre; cierto que no ha sido ni es el que más os conviene para vuestro estudio; ha deseado contentaros demasiadamente. Plegue a Dios que no haya sido por algunos respetos particulares. Él es vuestro capellán mayor. Vos os confesáis con él. No sería bien que en lo de la conciencia os desease tanto contentar como ha hecho en el estudio. Hasta aquí no ha habido inconveniente de aquí adelante lo podría haber y muy grande. Mirad lo que os va en ello, porque no es más que el alma, y va mucho que a los principios de la edad conviene comencéis a tener buena conciencia y reformada; y así, hijo, os lo ruego y que en ello hagas durante las ausencias de vuestra mujer lo que os amonesta: y para este efecto creo que sería bien que, pues el obispo es vuestro capellán mayor, tomásedes un buen fraile por confesor. De esta otra carta e instrucción que os envío será bien que la vea el obispo, y él es tan bueno que estoy cierto que él tendrá mano y os acordará así de ello como de lo demás que le pareciere; y él alcanzará que uséis de toda virtud y verdad, y en ello le podréis creer y también tomar sus consejos en las cosas que os pareciere, que será bastante para ello. Cierto estoy que su voluntad es buena, la suficiencia y bastanza vos la sabéis.
No hablo en lo del cardenal de Sevilla, porque él está ya tal, que estaría mejor en su iglesia que en la Corte; él solía ser muy excelente para cosas denostado y aún lo es en lo sustancial, aunque no tanto por sus dolencias; en lo particular, también me solía aconsejar de él en elecciones de personas y otras particularidades, en que en verdad él me aconsejaba bien. No sé si las pasiones, así de su cuerpo como de su espíritu, y que tiene con el de Toledo le cegarían algo. Ahora podéis le probar en lo que os pareciere y debéis estar sobre aviso, porque a mi parecer ya no anda sino tras otros. Cuando él se quisiese ir en su iglesia, con buenos medios y sin desfavorecerle, no haríades mal en enderezarle a ello.
El Presidente es buen hombre; no es, a lo que yo alcanzo tanta cosa como sería menester para un tal Consejo, más tampoco hallo ni sé otro que le hiciese mucha ventaja. Mejor era para una Chancillería que para el Consejo, y más después que estas pasiones andan, sin las cuales a mi ver no anda, y aunque le encomendé mucho la conformidad con Cobos, paréceme que le es muy sujeto y que antes quedaría por Cobos que por él en hacer cosa que no fuese muy lícita por complacerle, y que antes él le encendería en las pasiones que no se las desharía. Mas todavía creo que no usará de su oficio sino bien. ...
No os doy, hijo consejo de lo que deveríades de hacer en la sucesión que os tengo de dejar, porque no dejo de tener gran irresolución en deciros lo que en ello se debería de hacer por lo mayor, así en lo de las tierras de Flandes como en la investidura que tengo hecha en vos del estado de Milán; el tiempo, los negocios, vuestro ánimo y condición serán los que os han de aconsejar. Por mi testamento, y por unos codicilos y consejos que tengo hechos y os doy y podría hacer y daros durante este viaje, entenderéis lo que sobre ello yo alcanzo Yo os dejo mi heredero, vos dispondréis en ello a vuestra voluntad. Dios os deje bien escoger.
Para los negocios de Estado y información de los tocantes a los reinos de la Corona, Italia, Flandes, Alemania, para Francia y Inglaterra y otros reyes y potentados y gobiernos dellos yo estoy cierto que no hay persona que mejor los entiende ni más generalmente y particularmente los haya tratado que Granvela, y él me ha muy bien servido y sirve en ellos. Él tiene sus pasionsillas principalmente en lo de Borgoña, y gran gana de dejar sus hijos ricos; y aunque le he hecho mercedes, él gasta y algunas veces sobre ello le toman unas cóleras. Él es fiel y no piensa engañarme. Bien haréis, y creo que os es necesario serviros de él en una de dos cosas, que es tenerle cabe vos (y creo que por los principios principalmente conviene más y es irás forzoso y para que os informe más particularmente de todas cosas) o emplearle y meterle con otros en el gobierno y Consejo de las tierras de Flandes. Y cuando esto fuese habría de ser después de haberos informado de él de todo. Y para en su ausencia no sé hombre de más edad y suficiencia, ni más instructo de los negocios que su cuñado, que fue mi embajador en Francia, monsieur de San Vicent, el cual tiene las mismas pasiones que Granvela, y téngole por no tan asentado y no está muy sano. Bien sé que Granvela instruye bien su hijo, el obispo de Arrás, y creo que a efecto que se sirvan de él. Es mozo, tiene buenos principios, creo que será para servir, así que podréis escoger, en esto o en lo demás, como mejor os pareciere.
...

## Instrucciones de Augsburgo
El 19 de enero de 1548 Carlos envió a Felipe desde Augsburgo un documento aún más extenso (fechado el 18), que confió al duque de Alba: Los Avisos o instrucción para el príncipe, su hijo, divididos en 62 capítulos. Tratan sobre política dinástica, europea y eclesiástica, y la mayor parte se centran en cuestiones relativas a Francia e Italia; dedicando tres capítulos a las Indias (donde se indica que hay que amparar "a los indios en lo que fuera justo") y una breve referencia a Navarra, sin entrar en más cuestiones relativas a los reinos hispánicos. La inspiración filosófica del texto es humanista.

Hijo, porque de los trabajos pasados se me han recrecido algunas dolencias, y postreramente me he hallado en el peligro de la vida, y dudando lo que podría acaecer de mí, según la voluntad de Dios, me ha parecido avisaros por ésta de lo que para en tal caso se me ofrece.
...
La principal y más cierta amistad y confianza que debéis tener, es con el rey de Romanos, mi hermano, y mis sobrinos, sus hijos, los cuales soy cierto que ternán toda buena y entera correspondencia con vos, y ansí usaréis de estrecha inteligencia con mi dicho hermano, v procuraréis su bien y de los suyos con toda y entera sinceridad y favoreceréis su autoridad imperial y sus cosas, como de buen tío; porque demás que es esto lo que conviene, y, según Dios, y obligación de parentesco tan cercano, y esta conjunción y unión será causa que los que no ternán buena voluntad dejen de mostrarlo contra él y vos; y la grandeza del uno favorecerá y reputará el otro. Y le podéis comunicar con toda confianza, y consultar vuestras cosas, y vos avisadle también de lo que os parecerá en las suyas, con el respeto que un buen sobrino debe a un tan alto tío, y según lo he hallado siempre un buen hermano. Y ansí he hecho todo lo que he podido para que fuese elegido en la dignidad de rey de Romanos, y establecido en él y enderezado para que en mi ausencia y caso de fallecimiento pueda gobernar esta Germanía. Y por esto haré aún todo lo que podré, y, a Dios gracias, con el favor y buen suceso que me ha dado en esta postrera guerra, se han enderezado y ordenado las cosas de sus reinos y Estados del dicho mi hermano de manera que están en buena prosperidad y podrá descansar descansadamente, tanto más con lo que he dicho arriba, y hecho por la sumisión a esta Germanía al Concilio y la orden que espero poner a la observación de la paz y justicia en ella, y habiéndose hecho la tregua quinquenal con el Turco, y que en una mi dicho hermano terná el cuidado que conviene, para que las cosas se sustenten en estos términos, pues se ve y entiende cuánto le va, y por el bien general de esta Germanía, y para que pueda gobernar en ella con debida autoridad, y también por el respeto de sus dichos reinos y Estados, por que los tenga pacíficos, y en obediencia y sujeción. Demás de esto acabar con los Estados de esta Germanía, que se cobre y se haga una buena suma de dinero, pronta para empleadla para la defensión de ella, sea contra el dicho Turco o otros extranjeros que la quisieren inquietar. Y esto entiendo procurar en beneficio común de esta Germanía, y aun en favor del dicho rey, mi hermano. Y viendo claramente, y conociendo que me sería imposible haber dineros de mis reinos y señoríos por tal necesidad, ni vos menos terníades la posibilidad de asistir al dicho reino después de mi fallecimiento, ni los reinos ni Estados lo querían hacer, como no sería justo, siendo gastados como están, y teniendo aún .continuo gasto en otras partes contra infieles, sin los otros vecinos y potentados de quien podréis tener siempre recelo y estar sobre aviso.
Y ansí, viendo la imposibilidad de sacar dineros de mis reinos y señoríos, para lo que pudiese suceder acá, sin dar causa a más inconvenientes, y manifiesto riesgo de ellos, os encargo que los excuséis enteramente, si no fuese por causa y respeto de ellos y Estados y tierras de Flandes, y de las partes de allá, concertándolas, como espero hacerlo con los Estados de la Germanía; porque en tal caso, sea por ahora, o de aquí adelante, me parece muy bien que ellos ayuden contra el Turco y en otras necesidades de esta Germanía y conforme al asiento que se hiciere; y esto debía bastar para teneros descargado de otra ayuda y asistencia.
...
Ternéis advertencia que el Papa presente es cargado de años, y si falta después de mí, procuraréis todo lo que pudiéredes buenamente, que la elección de futuro Pontífice se haga como lo requiere la gran de necesidad de la Cristiandad, siguiendo da instrucción y memoria que para este efecto he enviado a mi embajador en Roma, en que no se pretende otro, ni tengo otro fin, sino que se haga buena elección y se obvie a las pláticas contrarias. Y en ésta y en las otras ocasiones debéis hacer siempre lo semejante, confiando en Dios, que con esto El mirará y aceptará vuestra sancta intención.
Tendréis con el Papa tres principales dificultades. La una, la del feudo del reino de Nápoles y el concierto que con el papa Clemente sobre él se hizo; la segunda, de la monarquía de Sicilia, y la tercera, por la pragmática fecha en Castilla; y en todo estaréis con advertencia para hacer de vuestra parte lo que es razón, y si otras diferencias ocurriesen las trataréis, como es dicho arriba, con la sumisión que un buen hijo de la Iglesia lo debe hacer, y sin dar a los papas justa causa de mal contentamiento vuestro; esto de manera que no se haga ni intente cosa prejudicial a las preeminencias y común bien y quietud de los dichos reinos.
...
De Génova pienso asegurarme más por ahora y en lo venidero, y efectuándose la cosa o no, debréis tener cuidado que ella esté en vuestra devoción, por lo que toca e importa a la seguridad de toda Italia y a los reinos y Estados de Nápoles, Sicilia y Milán; y no solamente para esto, más aún para los otros reinos de España, islas de Cerdeña, Mallorca y Menorca, de los cuales también los dichos genoveses tienen necesidad, y señaladamente de la vecindad de Milán. Y por esta consideración, y por los servidores que tengo dentro de la dicha ciudad, por beneficios recibidos de mí, y con buena desteridad, espero que ellos se podrán tener en vuestra devoción; también por el respecto del rey de Romanos, mi hermano, y por ser amparados de la protección y sombra del Imperio, de lo cual reconocen su libertad.
...
Cuanto a Francia, yo he hecho siempre todo lo que se ha podido desde que comencé la reinar, por vivir en paz .con el rey Francisco difunto, y muchas buenas obras y por ello y su consideración y pasado muchos tratados de paz y tregua, los cuales nunca ha guardado; como es notorio, sino por el tiempo que no ha podido renovar guerra o ha querido esperar de hallar oportunidad de dañarme con disimulación; ni han aprovechado mis grandes oficios hechos. A lo que se ha podido imaginar y entender del rey moderno, su hijo, y las pláticas que lleva en todas partes, se comprende que está puesto en seguir las pisadas y heredar la dañada voluntad de su padre y que los pasados reyes de Francia han tenido a los nuestros. Mas como quier que sea, os aconsejo que miréis que tengáis gran advertencia de guardar con él paz, tanto cuanto pudiéredes, y señaladamente por el servicio de Dios, bien público de la Cristiandad, y por lo que importa a los reinos, Estados y señoríos que yo os dejaré. Y por cuanto se entiende que el rey moderno no quiere pasar por los tratados hechos entre su padre y mí, y que querría, sin ratificarlos, venir a hacer nuevos tratos, que innovasen los dichos, con fin de tornar tarde o temprano, cuando pudiese, a hallar la oportunidad de contradecir las renunciaciones tocantes a los reinos de Nápoles y Sicilia, y a los Estados de Flandes, Artois y Tornay, y Estado de Milán, y otras cosas contenidas en los dichos tratados, señaladamente de Madrid, Cambray y Crépy, os debéis firmar en que las dichas renunciaciones queden siempre expresamente en su ser y fuerza, y en ninguna manera vais fuera de esto, porque todo lo he quitado, y os verná y pertenecerá con buen derecho y sobrada razón. Y si aflojásedes en cosa alguna de esto, sería abrir camino para tornar a poner todo en controversia, según la experiencia ha siempre mostrado, que estos reyes, padre y hijos, y sus pasados, han querido usurpar de continuo de sus vecinos, y donde han podido, y usado de no guardar tratado alguno, señaladamente conmigo y nuestros pasados, con achaque y color de no poder perjudicar a su corona; y pues esto es ansí, será mucho mejor, y lo que conviene, sostenerse con todo, que dar ocasión a ser forzado después defender el resto, y ponerlo en aventura de perderse.
...
Y aunque os sea necesario mirar en ahorrar cuanto pudiéredes; según quedaréis adeudado y vuestros Estados alcanzados, no por esto se podrá excusar de tener siempre alguna gente española en Italia, y conforme al tiempo, y como viéredes los andamientos de franceses y otros que os podrán ser contrarios, porque será el verdadero freno para impedir innovamiento de guerra, y que no se hagan empresas para cobrar tierras, y en fin será allí al propósito de la necesidad, si se ofreciere. Y se debe tener advertencia que la dicha gente se entretenga cuanto se podrá hacer, en las plazas y fronteras, donde se parecerá ser menester haber guardia, y con el menos trabajo y daño de los súbditos y allegados que se pudiere, y que los que ternán cargo de la dicha gente de guerra, la hagan vivir en obediencia y buena disciplina y regla, y que no deben indebidamente tomar ocasión de rompimiento ni desesperación, en la parte donde se entretuvieren. Y siguiendo esto, si Dios fuere servido llevarme, he ordenado que la gente española que está acá se pase al Estado de Milán, porque esté allí de respecto, y será a propósito para si algunos quisiesen hacer movimiento, y señaladamente franceses; y siendo allí, se terná siempre en la mano para todo lo que se pudiese ofrecer en Italia, y aun para tener a los dichos franceses, que no muevan algo de nuevo después ni de pronto en otra parte. Y en cualquier tiempo que Nuestro Señor dispusiere de mí, debéis hacer que lo de allí sea recibido, y proveído brevemente, según viéredes la apariencia de algún movimiento vuestro. Ansimismo será bien tener apercibidas las fronteras hacia España, señaladamente hacia la parte de Navarra y Perpiñán, porque cuanto a la de Flandes, no hay que temer que de golpe franceses pudiesen hacer innovación.
Y cuanto a las galeras, no veo que se puedan excusar de entretener las de España, Nápoles y Sicilia, por la guardia ordinaria de los reinos y súbditos de ellos, y contra turcos y moros, porque no se puede haber tanta confianza de la tregua con el Turco que se deba dejar de tener las dichas galeras armadas, aunque no fuese sino para obviar a las correrías de piratas y cosarios, cuanto más por el respecto a franceses, y otros que quisiesen inquietar la Italia, o hacia España; y si se dejase el entretenimiento de las dichas galeras, no se podría después ser a punto para la necesidad que sobreviniese.
...
Cuanto a la parte de España, no es de creer que franceses muevan guerra abiertamente en su nombre, ni con asistir el señor d' Albret según les han mal sucedido las pasadas, y que se les podría fácilmente resistir, como se ha hecho hasta aquí; y si los dichos franceses pueden invadir en muchas partes, también temerán de lo mismo, y aun a ellos les será imposible proveerse de gente de guerra, ni sostener el gasto en tantas partes, según se ha visto.
...
Ternéis cuidado de tener amistad con los ingleses, y de guardar los tractos hechos entre el padre difunto del rey moderno y mí, porque esto me importa y a todos los reinos y señoríos que yo os dejaré, y será también para tener suspensos a franceses, los cuales tienen muchas querellas con los dichos ingleses, así por lo de Bologna como de las pensiones y deudas; y se tiene por difícil que puedan guardar amistad entrellos que dure. Y demás de esto, es verisímil que el rey de Inglaterra, que ahora es mozo, viniendo en edad, haber sentimiento de las cosas que han hecho y harán franceses contra él y en su perjuicio durante su menor edad; mas miraréis de no os empachar en ello tanto cuanto pudiéredes, y os firmaréis siempre en los tratados que tenemos fechos con ellos, con los unos y con los otros; señaladamente no trataréis ni haréis con los dichos ingleses cosa alguna que directa o indirectamente pueda ser cosa contra nuestra santa fe y autoridad de la Sede Apostólica.
...
Y señaladamente, cuanto al gobierno de las Indias, es muy necesario que tengáis solicitud y cuidado de saber y entender cómo pasan las cosas de allí y de asegurarlas por el servicio de Dios y para que tengáis la obediencia que es razón, con la cual las dichas Indias serán gobernadas en justicia, y se tornen a poblar y rehacer; y para que se obvie a las opresiones de los conquistadores, y otros que han sido allá con cargo y autoridad y so color de esto, con sus dañadas intenciones, han hecho y hacen; y para que los indios sean amparados y sobrellevados en lo que fuere justo, y tengáis sobre los dichos conquistadores, y sus haciendas, la autoridad, superioridad, preeminencia y conocimiento que es razón y conviene, para ganar y haber la buena voluntad y fidelidad de los dichos indios, y que el Consejo de las Indias se desvele en ello sin otro respecto alguno particular y como cosa que importa muy mucho.
...
... me parece no solamente conveniente, mas necesario, que os tornéis a casar, tomando parentesco y partido conveniente al bien público, en cuanto se podrá hacer, y del cual, con el ayuda de Dios, podáis haber hijos, señaladamente por la consideración susodicha; y ansí, por el amor paternal que os tengo, y lo que quiero a los dichos Estados, os aconsejo y ruego que lo hagáis. Y no os quiero apremiar al partido que podéis tomar, más bien os acuerdo que en ello principalmente miréis al servicio de Dios y bien público de la Cristiandad, beneficio y satisfacción de los dichos reinos y Estados. ...